# Ђураш Илијић
Ђураш Илијић (умро 1362) био је српски челник и владар Горње Зете. Служио је српске владаре Стефана Дечанског (1321-1331), Стефана Душана (1331-1355) и Уроша Нејаког (1355-1371). Ђурашевићи, огранак династије Црнојевић, носи назив по Ђурашу Илијићу.

## Младост
Ђураш је рођен у Зети. Отац му је био Илија, први познати српски кефалија који је служио српског краља Милутина (1282-1321). Деда, Ђураш Вранчић, такође је служио краља Милутина као ставилац. Имао је два брата, Николу и Владина или једног брата, Николу Владина. Ђураш се у изворима први пут јавља у повељи Стефана Дечанског дубровачким трговцима од 25. марта 1326. године. Овом повељом је српски краљ потврдио Дубровнику трговачке повластице након завршеног рата са Бранивојевићима. Као сведоци се наводе војвода Младен, тепчија Владоје и челник Ђураш Илијић. У то време је функција челника била вишег ранга од функције стариника, али мања од казнаца и тепчије. Челник је у средњовековној Србији имао различита задужења, административна и војна. Градислав Војшић се 1327. године помиње као Милутинов челник. Ђураш је узео учешћа у грађанском рату у Српској краљевини 1331. године. Стефан Душан је подигао побуну против свога оца. Према "Краљевству Словена" Мавра Орбина (1601), када је Душан устао против оца, имао је уз себе два саветника, Каравида и Ђураша. Дечански се предао августа исте године те је Душан 9. септембра крунисан за краља у Сврчину.

## Владавина
Од 1328. до 1348. године градовима Клис, Скрадин и Омиш владао је Младен III Шубић, унук чувеног Павла I Шубића. Младен се 1347. године оженио Душановом полусестром Јеленом Немањић, ћерком Дечанског и Марије Палеолог. Следеће године је умро од куге (Црна смрт). Наследио га је малолетни син Младен IV Шубић уместо кога је власт над градовима преузела Јелена. Угарски краљ Лајош I (1342-1382) и Млетачка република нападају Јеленине градове. Душан шаље војску на челу са витезом Палманом и Ђурашом Илијићем да бране Клис и Скрадин. Палман је бранио Клис, а Ђураш Скрадин. У Ђурашевој војсци налазили су се његова браћа, синовци и нећаци. Није могао дуго да издржи угарске нападе. Душан је умро 20. децембра 1355. године. Ђураш је 10. јануара 1356. године предао Скрадин Млетачкој републици како му је наредио цар Душан у случају да не може да издржи непријатељске нападе. Душан је са Млетачком републиком преговарао око заједничког напада и освајања византијског Цариграда.

## Смрт
Мавро Орбин пише да је породица Балшић доживела успон у Доњој Зети након смрти цара Душана, користивши се слабошћу новог цара. Родоначелник Балшића, Балша, држао је само једно село. У савременим изворима се Балшићи први пут појављују 1359. године у повељи којом цар Урош уступа великом кнезу Војиславу Војиновићу светодмитровски доходак за претходну годину. Балшићи већ следеће године држе област између Скадарског језера и Јадранског мора. Наставили су напредовање ка Горњој Зети коју је држао Ђураш Илијић са рођацима. Ђураш је убијен у рату са Балшићима, а његови рођаци су заробљени или протерани (1362).
На Михољској превлаци пронађена је надгробна плоча са натписом "Раб Христу Јоаким а зовом Ђураш, унук ставиоца Ђураша" и да је био "неустрашиви витез цара Стефана Душана". Сматра се да је споменик подигнут Ђурашу Илијићу. Ђураш је родоначелник Ђурашевића, касније Црнојевића. Имао је тројицу синова: Радич, Стефана и Добривоја или двојицу синова, Радич и Стефана Добривоја.